# Alex Webb

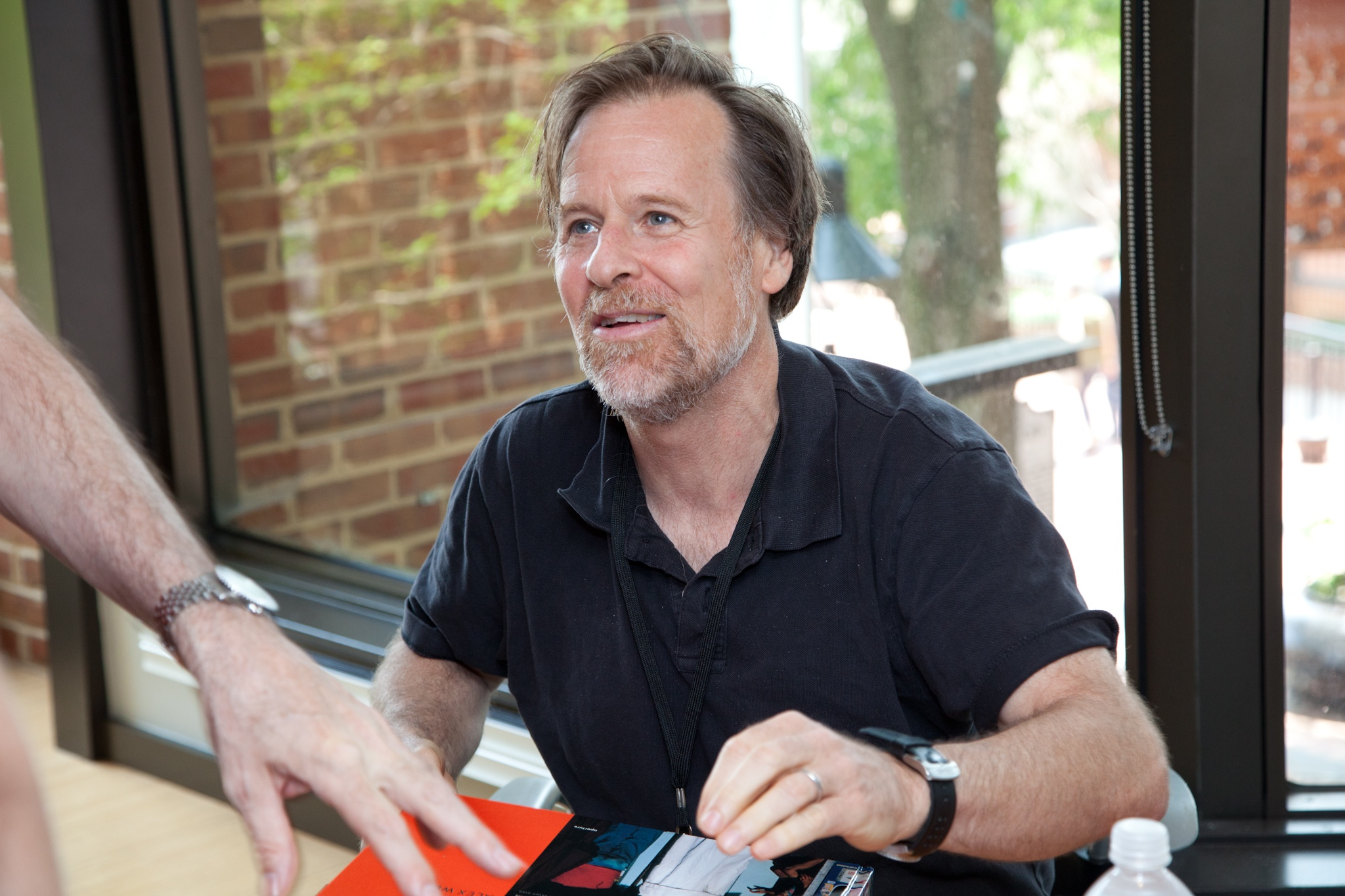
Alex Webb

Alex Webb, eigentlich: Alexander D. Webb, (* 5. Mai 1952 in San Francisco, Kalifornien, USA) ist ein US-amerikanischer Fotograf.

## Leben
Durch seinen Vater erlernte Webb das Fotografieren. Ab 1968 betrieb er dieses Hobby professionell. An der Harvard University studierte er Literatur und Geschichte (1970–1974). Ab 1972 studierte er Fotografie bei Bruce Davidson und Charles Harbutt im Apeiron Photo-Workshop in New York. Nach seinem Studium arbeitete er als freischaffender Fotograf und seine Bilder wurden in Magazinen wie LIFE, GEO und dem NY Times Magazine veröffentlicht.
1976 wurde er „associate“ bei Magnum. In den nächsten Jahren fotografierte er den Süden Amerikas und begann, sich der Farbfotografie zu widmen. 1979 wurde er vollwertiges Mitglied bei Magnum. Er unternahm viele Reisen, die ihn dann zu seinen Reportagen inspirierten. So entstand auch seine Serie über den amerikanisch-mexikanischen Grenzraum, für die er 1980 mit dem Overseas Press Club Award ausgezeichnet wurde.

## Werke
1986 schuf er mit „Hot Light/Half-Made Worlds“ einen Bildband, den Fred Ritchin zu den „jüngeren Hauptwerken“ der Agentur zählt. Er fotografierte jahrelang die Karibik, Afrika, Asien und Mexiko und fügte diese Fotografien zusammen, da sie für ihn alle die gleichen Spannungen und Mysterien darstellten. Im Vordergrund steht die Atmosphäre der Tropen, die vor allem durch die intensiven Farben verstärkt wird.
Danach machte Webb eine Reportage über Haiti: „Under A Grudging Sun: Photographs From Haiti Libéré“. Seine Reisen führten ihn auch immer wieder nach Florida, weshalb er 1996 eine Sammlung seiner Bilder in „From The Sunshine State: Photographs From Florida“ veröffentlichte. Darin schildert er die große Vielfalt dieses Bundesstaates mittels Bildern von badenden Touristen, den Everglades, Golfanlagen, Christbäumen am Strand oder über die Straße spazierenden Rehen.
Zu seinen letzten Arbeiten zählen vor allem Fotografien für Werbungen.
- Karibik – Gefilde zwischen Meer und Land, Mare Verlag, Hamburg 2010, ISBN 978-3-86648-009-4

## Auszeichnungen
- 2008      Lucca Photo Festival Award
- 2007      John Simon Guggenheim Fellowship
- 2002      David-Octavius-Hill-Medaille der Gesellschaft Deutscher Lichtbildner
- 2000      Leica Medal of Excellence
- 1998      Hasselblad Foundation
- 1990      National Endowment for the Arts Fellowship
- 1990      W. Eugene Smith Foundation Grant
- 1988      Leopold Godowsky, Jr. Color Photography Award
- 1986      New York State Council on the Arts Grant
- 1980      Overseas Press Club Award[2]